# Gjøvik (plaats)
Gjøvik is een plaats in de Noorse gemeente Gjøvik, provincie Innlandet. Gjøvik telt 17.987 inwoners (2007) en heeft een oppervlakte van 12,64 km².
In 1995 werd het WK shorttrack in Gjøvik georganiseerd.

## Geboren
- Kjell Ola Dahl (1958), schrijver van detectives of thrillers
- Harald Christian Strand Nilsen (1971), alpineskiër
- Else-Marthe Sørlie Lybekk (1978), handbalster
- Gro Hammerseng (1980), handbalster
- Anna of the North (1989), singer-songwriter
- Kenneth Gangnes (1989), schansspringer
- Maren Lundby (1994), schansspringster